# 8601 Ciconia
8601 Ciconia este un asteroid din centura principală de asteroizi.

## Descriere
8601 Ciconia este un asteroid din centura principală de asteroizi. A fost descoperit pe 30 septembrie 1973 la Observatorul Palomar de Cornelis Johannes van Houten, Ingrid van Houten-Groeneveld și Tom Gehrels. Asteroidul prezintă o orbită caracterizată de o semiaxă mare de 3,16 ua, o excentricitate de 0,11 și o înclinație de 6,4° în raport cu ecliptica.